# Estadio Carlos Vega Villalba
El Estadio Carlos Vega Villalba (anteriormente conocido como Estadio Francisco Villa) es un estadio multifuncional ubicado en la Ciudad de Zacatecas, municipio que forma parte de la zona conurbada Zacatecas-Guadalupe. Fue inaugurado el 12 de junio de 1986 y tiene un aforo de aproximadamente 20 000 espectadores. Es el estadio del equipo de fútbol Mineros de Zacatecas de la Liga de Expansión MX.

## Historia
El 12 de junio de 1986 fue inaugurado el Estadio Francisco Villa en la capital del Estado de Zacatecas, cuya capacidad era, en aquel entonces, para 18 mil aficionados. Se le dio inicialmente este nombre para perpetuar el nombre de Pancho Villa, el Centauro del norte, quien al tomar Zacatecas el 23 de junio de 1914 les dio el triunfo a las fuerzas revolucionarias. Se inauguró con un partido amistoso entre la selección mexicana sub 23 y la Selección de fútbol de Corea del Sur la cuál estaba en nuestro país para competir en el mundial México 86 que estaba por comenzar

### De primera por un día
El 8 de septiembre de 1996 se celebró un juego oficial de Primera División entre el Club Santos Laguna y el Club Deportivo Guadalajara, empatando a 1 en la Fecha 5 del Torneo de Invierno 1996.

### Primera Final
En el invierno de 1997 Real Sociedad consiguió llegar a la final del torneo la cual perdieron frente al entonces equipo de Primera División "A" los Tuzos del Pachuca, por marcador de 2-1. Empatando sin goles en la vuelta en Zacatecas el 20 de diciembre de 1997.

### Copa Corona
El estadio Francisco Villa albergó la Copa Corona, torneo que se realizaba en la pretemporada del torneo Apertura del fútbol mexicano en formato cuadrangular, es decir con 3 equipos de la Primera División y el anfitrión que era el cuadro zacatecano. En las primeras dos ediciones jugaban la final los equipos ganadores del primer partido y los perdedores jugaban por el tercer lugar, y en la última edición el ganador de la copa era el que más puntos obtuviera. 
He aquí los ganadores de dichos torneos:
- 1999: Atlético Celaya
- 2000: Santos Laguna
- 2001: Santos Laguna
- 2002: Jaguares de Chiapas

### Regreso del fútbol profesional
A raíz de la llegada del nuevo equipo local llamado Mineros de Zacatecas, se inició la remodelación del inmueble, donde se instalaron 14 mil butacas, además de otros trabajos de dignificación, como colocación de iluminación profesional, circuito cerrado de videovigilancia y pintura tanto en el interior como el exterior.

### El gol más rápido
El 25 de julio de 2014 el estadio zacatecano fue testigo del gol más rápido en la historia del fútbol mexicano, al marcar el paraguayo Gustavo Adrián Ramírez a los 4 segundos del encuentro entre Mineros de Zacatecas y Club Necaxa.

### Remodelación
A partir de la jornada tres del torneo clausura 2016, el estadio Francisco Villa cuenta con una pantalla gigante, la cual ocupa el lugar del antiguo marcador, el cual fue movido a un costado de la ubicación de la pantalla.
Según Carlos Ayala, secretario técnico del equipo Mineros de Zacatecas, existe un proyecto de ampliar el estadio hasta 27 mil personas, levantando otra zona de palcos y otra zona de Preferente, esto en caso de conseguir el ascenso a la Liga MX, con el fin de cumplir con el reglamento que se pide, ya que para ser un inmueble de Primera División, se debe tener como mínimo 20 mil butacas.

### Carlos Vega Villalba

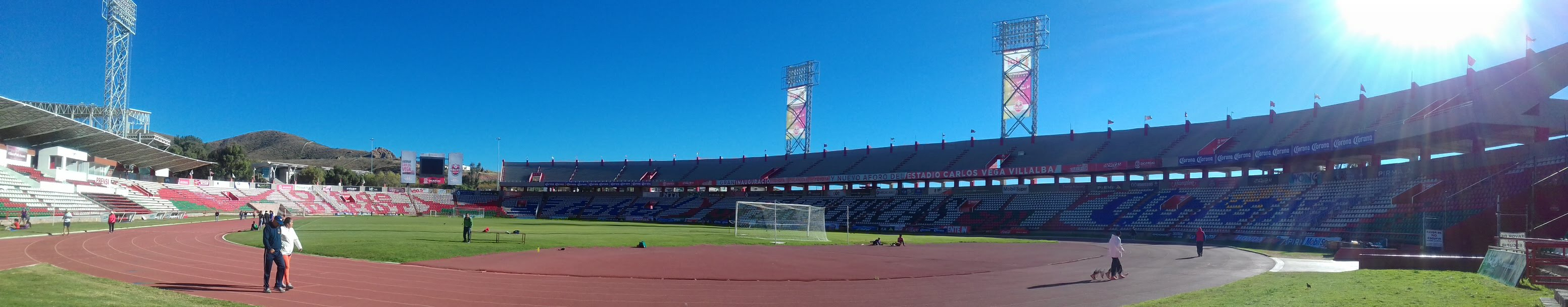
Después de la apertura de la nueva tribuna. 2018.

Para 2018, el estadio cambia su nombre, al de Carlos Vega Villalba, icono deportivo del estado. Sin embargo, la sociedad zacatecana no ha visto con buenos ojos el cambio del nombre del estadio, por lo que había generado críticas hacia el gobierno de Alejandro Tello, gobernador del estado, principal promotor del cambio del nombre del estadio. 
En ese mismo año el estadio fue sujeto a un proceso de remodelación y ampliación, por lo cual el recinto se amplió para alcanzar una capacidad 20 737 espectadores, de esta manera se logró que los equipos locales puedan participar en la Liga MX. La nueva etapa del Carlos Vega Villalba fue inaugurada el 27 de junio de 2018 con dos partidos amistosos: Mineros de Zacatecas vs Necaxa Premier, y Pachuca vs Guadalajara.

### Incidentes
En la liguilla del torneo de invierno 2000 la Real Sociedad de Zacatecas sería eliminada por el equipo Gallos de Aguascalientes, su más odiado rival, lo cual provocó una batalla campal enorme que fue cubierta por medios nacionales e internacionales debido al grado de violencia que se dio durante ese partido en las tribunas del entonces estadio Francisco Villa de Zacatecas. La bronca dejó como resultado 26 detenidos, a gente de Aguascalientes muy golpeada y terminó con la sanción de un partido de veto al estadio.
En el partido de ida de los cuartos de final del Apertura 2016 disputado en el estadio Francisco Villa, que terminó a favor de Mineros 2 a 1, tuvo mucha polémica, ya que al término del partido, se produjo un conato de bronca iniciado por la animosidad entre los jugadores y un par de patadas propinadas por el jugador de Mineros Juan Carlos Enríquez hacia los jugadores de Tapachula, lo que terminó en una multa de 146 mil 80 pesos al club, y seis partidos de suspensión para el jugador, ya que se encontraba en la tribuna y salto al campo para producir lo ya mencionado. Enríquez volvería a ser sancionado por un incidente similar varios años después, ahora en un partido de baloncesto.
El 6 de mayo de 2023. La final del campeón de campeones entre los Tuzos de la Universidad Autónoma de Zacatecas (UAZ) y la Jaiba Brava de Tampico Madero, en la Liga Premier, tuvo que ser suspendida debido a una riña en el estadio Carlos Vega Villalba en el minuto 80. El saldo fue de nueve personas heridas, cinco partidos de veto y una cuantiosa multa para la UAZ.
Junto al estadio Carlos Vega Villalba, donde Julión Álvarez y Alfredo Olivas presentaban su espectáculo como parte de la Feria Nacional de Zacatecas (Fenaza), los primeros minutos del lunes 23 de septiembre de 2024 ocurrió una fuerte explosión cerca de un vehículo de la Policía Estatal Preventiva. 6 personas fueron trasladadas a recibir atención médica, de acuerdo con las autoridades el estallido fue provocado por un tanque de gas descartando que se tratara de un artefacto explosivo como aseguraron otras versiones. Las seis personas lesionadas fueron atendidas de inmediato, sin que presentaran heridas que pusieran su vida en riesgo.

## Equipos inquilinos

### Mineros de Zacatecas (1986)
1986-1987 Segunda División 'A' de México.
Segunda División 'B' de México 1987-90
Fueron el primer equipo que jugó en el Estadio Francisco Villa dentro de la Segunda División A, cuando adquirió la franquicia de Búfalos Curtidores, para darle nacimiento al original Mineros de Zacatecas, para la campaña 1986-1987 de la Segunda División. Tras malos manejos quedaron últimos y descendieron a la Segunda B, donde continuaron dos años más, hasta descender y desaparecer al final de la Segunda División 'B' de México 1989-90. Al cambiarse de sede los Estudiantes Tecos a Zacatecas se decidió retomar el nombre del primer equipo de los Mineros de aquel 1986 así como los colores para darle más identidad y arraigo a la nueva franquicia de fútbol en Zacatecas.

### Caxcanes del Crea
Segunda División 'B' de México 1987-88
Los Caxcanes fueron un equipo más de los que jugaron en esta cancha,  el Club Alianza de Sayula había sido el ganador del campeonato y del ascenso, sin embargo, rechazó contender por motivos económicos, lo que provocó la entrada de un equipo denominado Centro de Recursos para la Enseñanza y el Aprendizaje a la Segunda División B, compuesto enteramente por jugadores del estado, desgraciadamente los apoyos escasearon y se vivieron situaciones muy complicadas, al final de la temporada la franquicia se vende a la localidad mexiquense de San Mateo Atenco y el dinero obtenido es repartido entre la plantilla. Aunque coincidieron en tiempo y categoría. Mineros y Caxcanes nunca se enfrentaron en un partido oficial debido a que fueron acomodados en regiones diferentes (véase Segunda División 'B' de México 1987-88), aunque jugaron un partido amistoso ganado por Caxcanes.

### Ola Naranja de Zacatecas
Segunda División 'B' de México 1990-1991
Después del descenso a Tercera del Zacatecas original, es adquirida la franquicia de Apatzingán para seguir disputando la tercera categoría del fútbol mexicano con el mismo nombre del primer club de fútbol profesional que representó a la ciudad a inicios de la década de 1980, que hacía de local en una cancha de madera sin embargo, en su única temporada, la nueva Ola es forzada a jugar la permanencia contra los Delfines de Abasolo en una promoción, que pierde y posteriormente desaparecen.

### Club Argenta/Real del Patrocinio
1990-1992 Tercera División de México.
El primer equipo de la Tercera División que pisó la cancha del Villa fue el Argenta, después llamado Real del Patrocinio. Este equipo vivió su apogeo cuando calificó en el segundo lugar del inter-zonas, donde se enfrentó a fuertes equipos filiales de la primera división, como el Monterrey, a los que se les venció 2 - 1 en el "Francisco Villa", siendo la única derrota que sufrieron en toda la temporada. Enfrentaron a la UANL, se empató a cero en su terreno y se les derrotó 3 - 1 en el Francisco Villa. Se venció a los Correcaminos de la Universidad Autónoma de Tamaulipas, 3 - 0 en el "Francisco Villa" y se perdió 1 - 2 como visitantes, también se goleó 6 - 1 al Santos de Torreón. Fallaron los apoyos por lo que este proyecto no pudo seguir adelante.

### Tuzos de la UAZ
1990-1991 y 2006-Presente Tercera División de México.
2013-Presente Segunda División de México.
Los Tuzos de la UAZ tuvieron una primera etapa en los 80, hicieron su primera incursión en la Tercera División, en aquellos años, en los llamados torneos largos, se mantuvieron solamente una campaña en el balompié profesional, pero su participación allí quedó y es parte de la historia del balompié profesional zacatecano.
Regresaron en 2006 en la Tercera División y unos años más tarde dejaron la cancha del Francisco Villa para jugar en el Estadio Universitario ubicado en la Unidad Deportiva Norte que se encuentra a las afueras de Zacatecas. Vuelven años más tarde para disputar desde 2009 la Serie B de la Liga Premier y desde 2013 la Serie A, con un paréntesis en la temporada 2017-18 cuando la Federación los forzó a volver a la Serie B por no cumplir con los requisitos necesarios para aspirar al ascenso. Son invitados de vuelta a la Serie A desde la temporada 2018-19 y consiguieron jugar la final, después de dejar fuera a Club Deportivo Tepatitlán de Morelos y al Atlético Reynosa, cayeron frente a los extintos Loros de la Universidad de Colima por global de 3-2. Tuzos ganó todos sus partidos en casa, 2-1 a los alteños, 2-0 a Reynosa, y mismo marcador en la ida contra los colimenses, sin embargo estos remontarían en el partido de vuelta. Finalmente obtiene el campeonato en el Torneo Apertura 2022 tras derrotar al Tampico Madero por global de 3-2. Triunfo de 3-1 en la ida en el Vega Villalba la noche del jueves 10 de noviembre, frente a unos 8,000 espectadores, y derrota insuficiente por 1-0 en la vuelta en el Estadio Tamaulipas, tres días después.
Los Tuzos de la UAZ fueron hasta el año 2015 el único equipo Zacatecano con contar con fuerzas básicas con equipos en Quinta División, Cuarta División, el equipo de Tercera División que fue el equipo con el que regresaron en esta segunda etapa, y más recientemente en 2013 con un equipo en Liga Premier de la Segunda División. Cabe mencionar que los Tuzos de la UAZ tienen buena aceptación por parte de la afición.

### Real Sociedad de Zacatecas
1996-2003 Primera División 'A' de México.
El equipo de la Real Sociedad Deportiva de Zacatecas vio la luz en 1996. Cuando durante el Draft de la Primera A; 2 plazas de expansión fueron otorgadas a Real Sociedad de Zacatecas y a Atlético Hidalgo, y en cuatro meses de historia logró llegar hasta la semifinal del torneo de invierno de 1996 frente al Atlético Hidalgo.
En el año de 1997 Zacatecas fue capaz de jugar la Gran Final del torneo de invierno de 1997 la cual perderían frente al equipo Tuzos del Pachuca, el marcador se dio de la siguiente forma 2-1 en el partido de ida en Pachuca Hgo. y 0-0 en el partido de vuelta en Zacatecas.
Posteriormente en el año de 1999 organizaría la primera edición de la Copa Corona donde se enfrentaría a equipos de primera división nacional organizando también este torneo en los años 2000 y 2001. En el torneo de invierno de 1999 la Real Sociedad lograría llegar nuevamente hasta la semifinal cayendo frente al cuadro de Irapuato.
Para el año 2000 en el torneo de invierno nuevamente la Real Sociedad de Zacatecas sería protagonista del campeonato llegando a jugar los cuartos de final. Posteriormente el equipo desapareció en 2003. No obstante a su desaparición y a la posterior llegada en el 2014 del equipo de los Mineros la gente en Zacatecas aún recuerda con mucho cariño al equipo Real Sociedad de Zacatecas, intentando su reaparición en 2021 en la UPSL.

### Águilas Reales
2007-2014 Segunda División de México.
Anteriormente llamados Toros de Zacatecas, jugaron en la Liga Premier de Ascenso de la Segunda División de México. Con muy poca aceptación de parte de los aficionados lo cual se vio reflejado en sus partidos como local donde existía escasa o más bien nula asistencia al estadio. El Águilas Reales de Zacatecas de Segunda División desapareció en el año 2014 después de la llegada de Estudiantes Tecos a la ciudad. El club decidió cederle sus derechos a Coyotes para que participaran en la Segunda División. Su mejor participación fue en el Apertura 2013 cuando se queda a un solo punto de jugar la liguilla, su peor momento se vive cuando al final del Torneo Revolución 2011 pierde la categoría pero logra la permanencia por motivos administrativos.

### Mineros de Zacatecas
2014-Presente Liga de Ascenso de México.

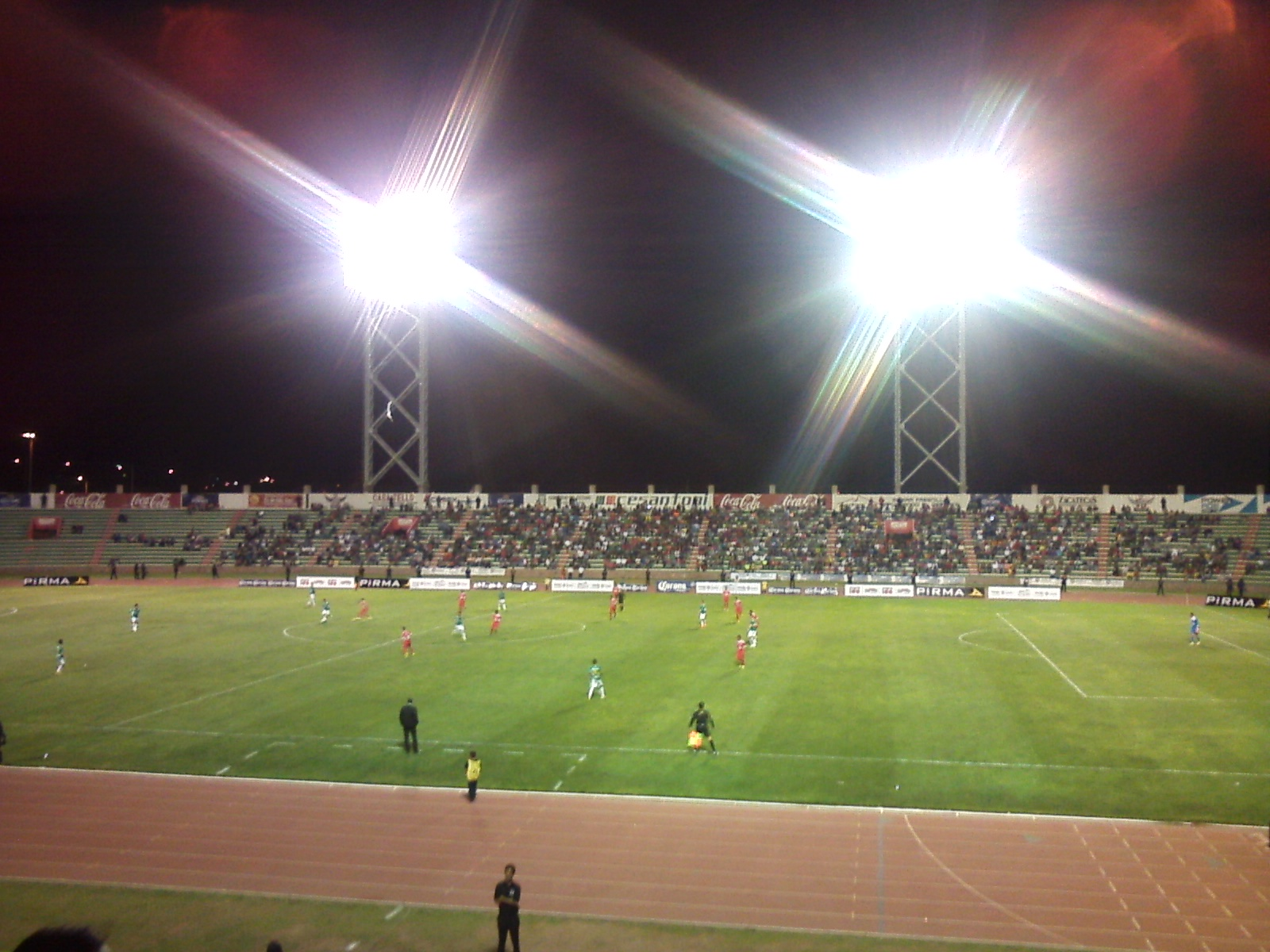
Partido amistoso entre Mineros y León, primero en la historia del club el 3 de julio de 2014.

El gobernador del estado Miguel Alonso Reyes y el presidente de Grupo Pachuca Jesús Martínez confirmaron el día 28 de mayo que Estudiantes Tecos se mudaba de Zapopan a Zacatecas, bajo el nombre de Mineros de Zacatecas; es el representante del estado ante la liga de ascenso en el país.
En el Clausura 2016 de la Liga de Ascenso, Mineros llegó a la final del torneo a pesar de los pronósticos, ya que dejó en el camino a Cafetaleros de Tapachula en los cuartos de final por marcador global 3 a 2. En la semifinal del torneo, Mineros le ganó a Leones Negros por marcador global de 3 a 2, siendo este, líder del torneo. Llegando así, a la final contra Necaxa, la cual, Mineros perdió en la ida en Zacatecas por marcador 2 a 0, y empatando en el partido de vuelta en Aguascalientes 0 por 0.
Sólo en el torneo Clausura 2015 el equipo quedó fuera de la fase final, gracias a su participación en la Copa MX, ha sido honrado con la visita de los dos clubes más populares del balompié azteca, el América (derrota por 0-2 con goles de Michael Arroyo y Renato Ibarra, en la edición Apertura 2016 el 24 de agosto de ese año) y el Club Deportivo Guadalajara (0-1 en la edición Apertura 2015) en ambos casos, partidos que se transmitieron por la televisión abierta a través de Canal 9. Otros equipos de Primera División a los que recibió en esta competición fueron Atlas de Guadalajara, Club León, Necaxa, Club Puebla, Querétaro Fútbol Club, Santos Laguna, Tijuana, Deportivo Toluca, además de los extintos Lobos BUAP, Monarcas Morelia y Tiburones Rojos del Veracruz. En 2020 Grupo Pachuca decide vender el club a otros propietarios procedentes de la ciudad. para competir en el nuevo formato sin ascenso de la Liga de Expansión.

## Amistosos de Primera División

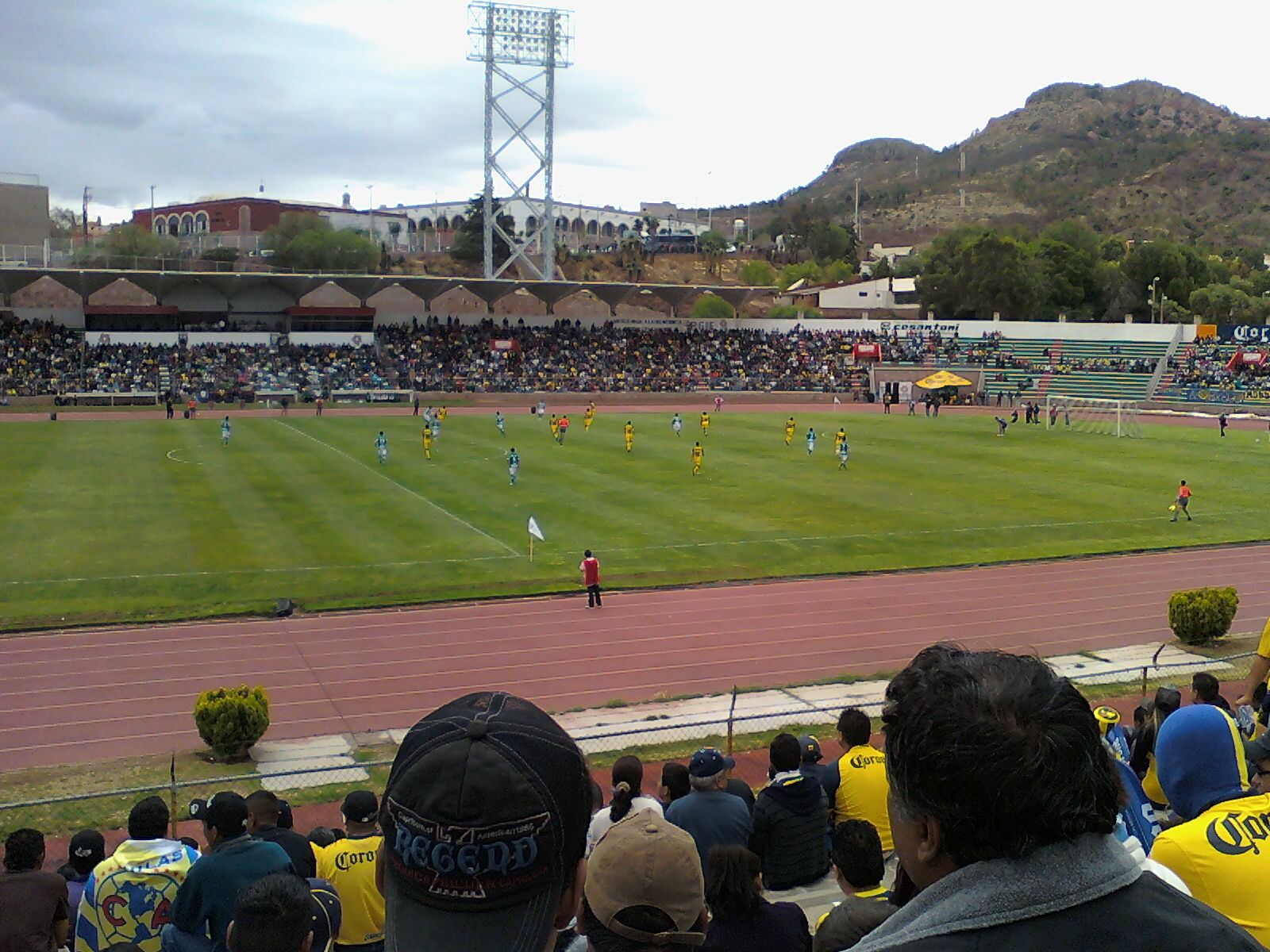
Partido amistoso entre América y Santos celebrado en el Villa

- 2010: Santos Laguna 1-2 Jaguares de Chiapas[31]
- 2011: Santos Laguna 2-1 América[32]
- 2013: Jaguares de Chiapas 1-0 Monterrey[33]
- 2014: Pachuca 1-2 Querétaro
Pachuca 1-2 León
- 2018: Pachuca 0-0 Chivas
- 2024: Cruz Azul 3(4)-3(5) Chivas[34]
- Pachuca 3-0 Chivas[35]
- 2025: Chivas 3-1 Santos Laguna[36]
- Cruz Azul 2-0 Santos Laguna

### Amistosos internacionales
- 1986:  Leones Negros 1-0  Selección de fútbol de Corea del Sur
- 1986:  Selección de Zacatecas 1-0  Corea del Sur [37]

- 2008:   Necaxa 0-0  Saprissa (Costa Rica)[38]
- 2015:   Mineros 1-2  Club Atlético Talleres[39]
- 2015:  Mineros 5-0  Saprissa
- 2015:  León 0(6)-0(7)  Saprissa

- 2016:   Mineros 2-2  Club Sport Herediano
- 2018:   Mineros 3-2  Club Sport Herediano

### Amistosos Inter Divisionales
- 2014: Mineros 3-1 León
- 2014: Mineros 0(5)-0(4) Querétaro

- 2015: León 2(1)-2(3) Atlético San Luis
- 2021: Mineros 1-3 Chivas[40]
- 2024: Mineros 1-2 Pachuca
- 2024: Mineros 0-2 Cruz Azul[41]
- 2024: Mineros 0-0 Chivas[42]
- 2025: Mineros 2(5)-2(4) Cruz Azul[43]
- Mineros 2-3 Chivas[44]

## Conciertos

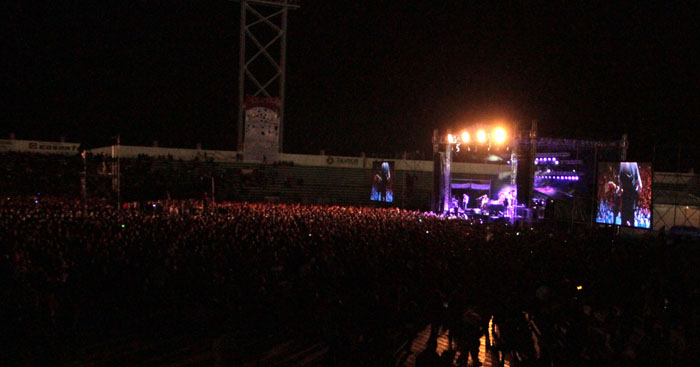
Caifanes en el cierre de la Feria Nacional Zacatecas 2012

El estadio también ha servido para conciertos, generalmente para eventos concernientes a la Feria Nacional de Zacatecas o el Festival Cultural Zacatecas; siendo de los más destacados el de Miguel Bosé en 2009, Alejandro Sanz en 2010 y en 2012 se presentó la agrupación de rock Caifanes.